# Calcio Riccione 1988-1989
Questa pagina raccoglie le informazioni riguardanti il Calcio Riccione nelle competizioni ufficiali della stagione 1988-1989.

## Rosa
| N. |                   | Ruolo | Calciatore         |
| -- | ----------------- | ----- | ------------------ |
|    | Italia (bandiera) | P     | Fabio Bartolini    |
|    | Italia (bandiera) | D     | Oscar Bianchi      |
|    | Italia (bandiera) | A     | Roberto Bidini     |
|    | Italia (bandiera) | D     | Adamo Bruni        |
|    | Italia (bandiera) | D     | Fabio Castellani   |
|    | Italia (bandiera) | D     | Gilberto Cenni     |
|    | Italia (bandiera) | A     | Francesco Cesarini |
|    | Italia (bandiera) | D     | Paolo Conti        |
|    | Italia (bandiera) | A     | Gianni De Rosa     |
|    | Italia (bandiera) | D     | Andrea Ercolani    |
|    | Italia (bandiera) | A     | Marco Ferraro      |

| N. |                   | Ruolo | Calciatore          |
| -- | ----------------- | ----- | ------------------- |
|    | Italia (bandiera) | C     | Stefano Fiori       |
|    | Italia (bandiera) | C     | Cristian Fronzoni   |
|    | Italia (bandiera) | C     | Marcello Gamberini  |
|    | Italia (bandiera) | C     | Pasquale Iachini    |
|    | Italia (bandiera) | P     | Pietro Martini      |
|    | Italia (bandiera) | D     | Marco Mingucci      |
|    | Italia (bandiera) | D     | Cristiano Muratori  |
|    | Italia (bandiera) | C     | Onofrio Quattromini |
|    | Italia (bandiera) | D     | Davide Tentoni      |
|    | Italia (bandiera) | C     | Alessandro Zaghini  |